# Aclastus etorofuensis
Aclastus etorofuensis är en stekelart som först beskrevs av Tohru Uchida 1936.  Aclastus etorofuensis ingår i släktet Aclastus och familjen brokparasitsteklar. Inga underarter finns listade i Catalogue of Life.